# Robert Schwartz
Robert Louis Schwartz (Johannesburg, 17 luglio 1939) è un ex pallanuotista sudafricano.
Ha fatto parte del Sudafrica che ha disputato il torneo di pallanuoto ai Giochi di Roma 1960.